# Valle Longitudinal

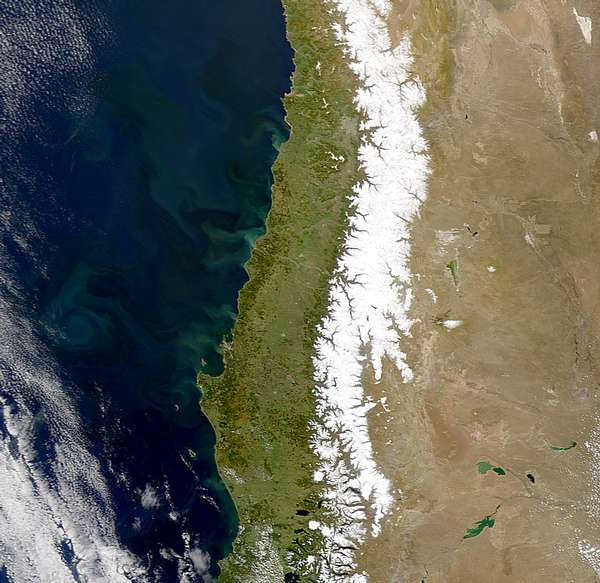
Zentralchile von Valparaíso bis Valdivia

Valle Longitudinal oder auch Valle Central ist das Zentraltal in der Mitte Chiles.

## Geographie
Das Valle Longitudinal beginnt ungefähr auf der Breite von Santiago de Chile (32°S) und taucht bei Puerto Montt (41°30'S) ins Meer ab, wo es sich submarin über die Insel Chiloé bis zur Halbinsel Taitao (43°S) fortsetzt. Seine tektonische Struktur hebt sich jedoch bereits in den Kanälen ab 47°S ab. Der südliche Abschnitt zwischen Temuco und Puerto Montt ist von einem vielfältigen glazialen Formenschatz geprägt. Im Osten liegt eine Vulkankette, die Ursache vieler Erdbeben ist. Zu ihr gehört z. B. der Vulkan Tupungato.
Die flache Hügellandschaft zwischen dem Río Aconcagua und dem Río Bío Bío bildet eines der wichtigsten landwirtschaftlichen Gebiete in Chile, insbesondere der chilenische Weinanbau ist hier stark ausgeprägt. Die Landschaft entstand durch glaziale und fluviale Erosion. Südlich der Insel Chiloé liegt eine ausgeprägte Inselkette, der Chonos-Archipel, ein Teil der südlichen Küstenkordillere. Östlich davon liegt eine fjordreiche Landschaft mit der Halbinsel Taitao.
Das Valle Central hat eine Länge von rund 960 km und eine Breite zwischen 40 und 80 km.